# Xenobiologia

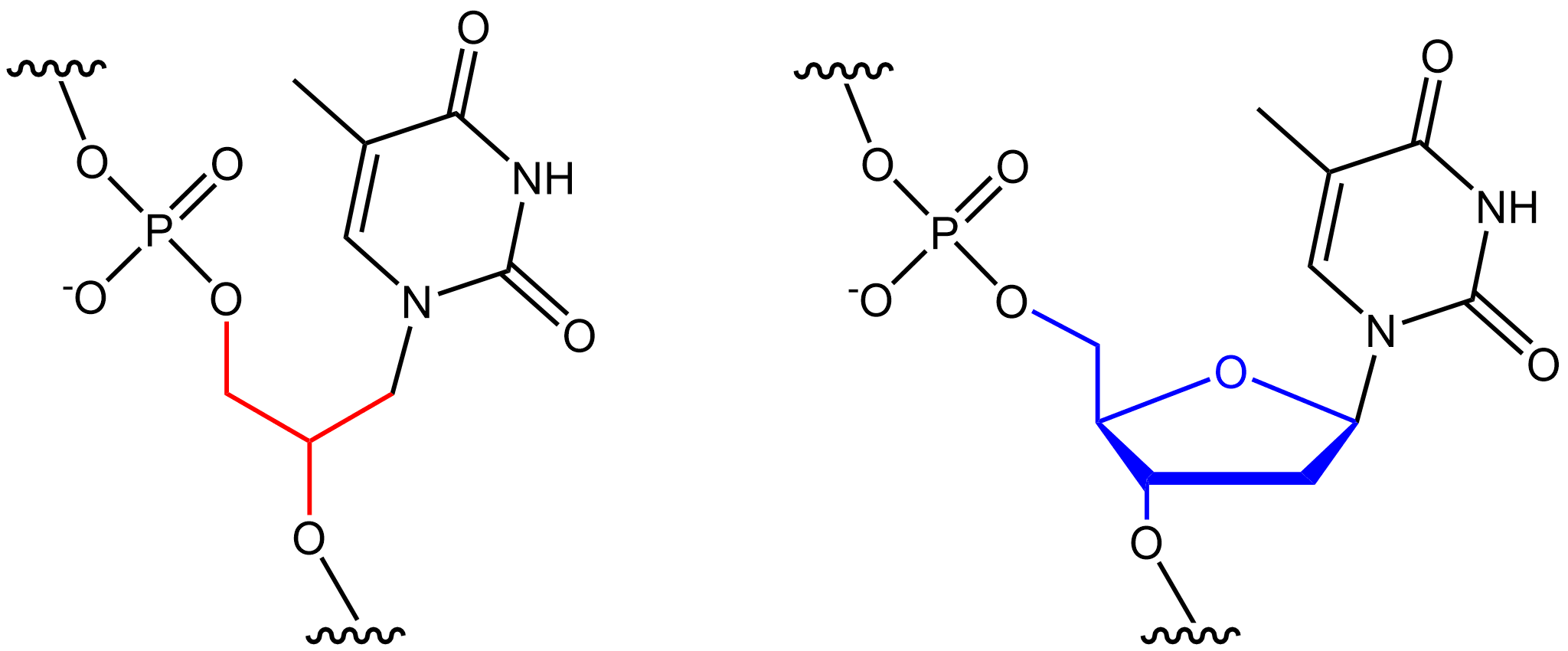
Acido xenonucleico (GNA) a sinistra: presenta un asse centrale differente dal DNA

La xenobiologia (XB) è una branca della biologia sintetica, la quale è lo studio della sintesi e della manipolazione di dispositivi e sistemi biologici. Il termine deriva dalla fusione della parola greca xenos ("diverso”, “straniero") con il sostantivo biologia. In tal modo la XB descrive una forma di biologia che non è (ancora) familiare alla scienza e non si trova in natura. In pratica descrive sistemi biologici nuovi e biochimiche che differiscono dal sistema canonico DNA-RNA–20 aminoacidi (vedere il classico dogma centrale della biologia molecolare). Ad esempio, invece di DNA o RNA, XB esplora la possibilità di utilizzare analoghi di acidi nucleici, definiti Xeno Acidi Nucleici (XNA), come vettori di informazione. La XB si concentra anche sull´espansione del codice genetico e sull'incorporazione di aminoacidi non proteinogenici nelle proteine.

## Differenze tra xeno-, eso-, e astro-
Astro significa “stella” e la parola greca eso significa “esterno”. Sia l'esobiologia che l'astrobiologia si occupano della ricerca di vita evoluta naturalmente nell'Universo, soprattutto su pianeti localizzati nella zona abitabile attorno alle stelle. Gli astrobiologi sono, quindi, interessati nel rilevamento e nell'analisi di forme di vita (ipoteticamente) esistenti altrove nell'Universo, mentre la xenobiologia tenta di progettare forme di vita con una biochimica diversa o un codice genetico diverso sul pianeta Terra.

## Finalità della xenobiologia
- La Xenobiologia ha il potenziale di rivelare informazioni fondamentali sulla biologia e l'origine della vita. Per comprendere meglio l'origine della vita, è necessario sapere perché la vita è apparentemente evoluta passando per un iniziale mondo ad RNA verso il sistema DNA-RNA-proteina e il suo codice genetico universale.[5] Fu un "incidente" evolutivo o vi furono vincoli che esclusero altri tipi di chimiche? Testando “zuppe primordiali” contenenti chimiche alternative, ci si aspetta di capire meglio i principi che hanno dato origine alla vita come noi la conosciamo.
- La Xenobiologia si propone di sviluppare sistemi di produzione industriale con nuove capacità tramite, per esempio, un miglioramento dell´ingegneria dei biopolimeri e della resistenza ai patogeni. Il codice genetico codifica in tutti gli organismi 20 aminoacidi canonici che vengono utilizzati per la biosintesi delle proteine. In casi rari, aminoacidi speciali come selenocisteina, pirrolisina o selenometionina possono essere incorporati dall'apparato traduzionale nelle proteine di alcuni organismi.[6] Utilizzando amminoacidi aggiuntivi tra gli oltre 700 noti alla biochimica, le capacità delle proteine possono essere modificate per dare luogo a funzioni catalitiche o materiali più efficienti. Il progetto Metacode finanziato dalla CE METACODE, per esempio, mira ad incorporare gruppi funzionali utili per la reazione di metatesi olefinica nelle proteine di cellule batteriche. Un'altra ragione per cui la XB potrebbe migliorare i processi di produzione consiste nella possibilità di ridurre il rischio di contaminazione da virus o batteriofago in colture poiché le “xeno-cellule” non sarebbero più ospiti adatti per tali agenti infettivi (un approccio chiamato contenimento semantico).
- La Xenobiologia offre la possibilità di progettare un 'firewall genetico', cioè un nuovo sistema di biocontenimento che può aiutare a rafforzare e diversificare gli approcci di biocontenimento correnti. Una preoccupazione dell'ingegneria genetica e della biotecnologia tradizionale, infatti, è il trasferimento genico orizzontale verso l'ambiente ed i possibili rischi che ne deriverebbero per la salute umana. Un'idea importante nella XB è progettare codici genetici e biochimiche alternativi in modo che il trasferimento genico orizzontale non sia più possibile. Inoltre la biochimica alternativa consente anche l'introduzione di nuove auxotrofie sintetiche. L'idea è quella di creare un sistema biologico ortogonale che sarebbe incompatibile con i sistemi genetici naturali.[7]

## Approccio scientifico
In Xenobiologia, l'obiettivo è quello di progettare e costruire sistemi biologici che differiscono dalle loro controparti naturali su uno o più livelli fondamentali. Idealmente questi organismi nuovi in natura sarebbero diversi in ogni possibile aspetto biochimico esibendo un codice genetico molto diverso. L'obiettivo a lungo termine è quello di costruire una cellula che memorizzi le informazioni genetiche non nel DNA, ma in un polimero informativo alternativo costituito da acidi nucleici xeno (XNA), diverse coppie di basi, utilizzando aminoacidi non canonici ed un codice genetico alterato. Finora sono state costruite cellule che incorporano solo una o due di queste caratteristiche.

### Acidi nucleici Xeno (XNA)
Originariamente questa ricerca su forme alternative di DNA è stata trainata dalla domanda su come la vita si è evoluta sulla terra e perché RNA e DNA sono stati selezionati dall'evoluzione (chimica) rispetto ad altre possibili strutture di acidi nucleici. Studi sperimentali sistematici finalizzati alla diversificazione della struttura chimica degli acidi nucleici sono risultati nella scoperta di biopolimeri informativi completamente nuovi. Finora sono stati sintezzati diversi XNAs con nuovi scheletri chimici o motivi uscenti del DNA, ad esempio: acido esonucleico (HNA), acido treonucleico (TNA), acido gliconucleico (GNA), acido nucleico cicloesenile (CeNA). L'incorporazione di un XNA in un plasmide, comportante l'inserimento di 3 codoni HNA, è stata compiuta già nel 2003. Questo XNA è utilizzato in vivo (E. coli) come stampo per la sintesi del DNA. Questo studio, utilizzando una cassetta genetica binaria (G/T) e due basi non presenti nel DNA (Hx/U), è stato esteso a CeNA, mentre GNA sembra essere ancora troppo estraneo per il sistema biologico naturale per essere utilizzato come modello per la sintesi del DNA. Basi di dimensioni maggiori inserite in uno scheletro di DNA naturale, potrebbero, parimenti, essere trascritte in DNA naturale, anche se con un'efficienza minore.

### Ampliare l'alfabeto genetico
Mentre gli XNAs hanno uno scheletro modificato, altri esperimenti mirano alla sostituzione o all´ampliamento dell'alfabeto genetico del DNA con coppie di basi innaturali. Ad esempio, è stato progettato un DNA che ha, oltre alle quattro basi standard (A, T, G e C), due nuove basi, P e Z (dove Z sta per 6-amino-5-nitro3-(1'-β-D-2'-deoxyribofuranosyl)-2(1H)-pyridone, e P sta per 2-amino-8-(1-β-D-2'-deoxyribofuranosyl)imidazo[1,2-a]-1,3,5-triazine-4(8H)). In uno studio, Leconte et al hanno testato l'applicabilità di 60 basi candidate per la possibile incorporazione nel DNA, identificando potenzialmente 3600 paia di basi.

### Nuove Polimerasi
Né un XNA, né le basi innaturali sono generalmente riconosciuti dalle polimerasi naturali. Una delle principali sfide è trovare o creare nuovi tipi di polimerasi che saranno in grado di replicare questi costrutti sintetici. In un caso una variante modificata della trascrittasi inversa dell´HIV è stata capace di amplificare tramite PCR un oligonucleotide contenente una coppia di basi di terzo tipo. Pinheiro et al (2012), attraverso cicli di mutagenesi e screening, hanno evoluto una polimerasi che consente la memorizzazione ed il recupero di informazioni genetiche (di lunghezza inferiore a 100bp) da sei polimeri genetici alternativi basati su semplici architetture di acido nucleico non presenti in natura (XNAs).

### Ingegneria del codice genetico
Uno degli obiettivi della xenobiologia è quello di riscrivere il codice genetico universale. L'approccio più promettente per cambiare il codice è la riassegnazione dei codoni raramente utilizzati o addirittura inutilizzati. In uno scenario ideale, il codice genetico verrebbe espanso con un codone, il quale essendo stato liberato dalla vecchia funzione è completamente riassegnato ad un amminoacido non canonico (NCAA) ("espansione del codice"). I metodi che si prefiggono l'espansione del codice genetico hanno il vantaggio di inserire amminoacidi non canonici, e quindi nuove funzionalità chimiche, in un sito specifico di una proteina, ma sono generalmente laboriosi da implementare. Parallelamente un approccio più semplice viene comunemente applicato ("ingegneria del codice"). In tal caso, batteri auxotrofici per specifici aminoacidi, ad un certo punto dell´esperimento, vengono nutriti con analoghi isostrutturali al posto degli amminoacidi canonici di cui sono auxotrofi. In tale situazione, i residui amminoacidici canonici delle proteine native sono sostituiti globalmente con NCAAs. Anche l'inserimento di più NCAAs diversi nella stessa proteina è possibile. Infine, il repertorio di 20 aminoacidi canonici può essere non solo espanso, ma anche ridotto a 19. Riassegnando la coppia RNA di trasferimento (tRNA)/aminoacyl tRNA-sintetasi, la specificità del codone può essere cambiata. Cellule dotate di tali amminoacil-tRNA sintetasi sono quindi in grado di leggere sequenze di mRNA che non hanno senso per gli esistenti macchinari di espressione genica. Alterando la coppia codone:tRNA sintetasi può portare all´incorporazione in vivo di amminoacidi non canonici nelle proteine.
In passato la riassegnazione dei codoni è stata possibile principalmente su scala limitata. Nel 2013, tuttavia, Farren Isaacs e George Church della Harvard University hanno riportato la sostituzione di tutti i 314 codoni di stop TAG presenti nel genoma di E.coli con i codoni sinonimi TAA, dimostrando così che sostituzioni massicce possono essere combinate in ceppi di ordine superiore senza risultare in effetti letali. Dopo il successo di questa ampia sostituzione di codoni a livello genomico, gli autori hanno raggiunto la riprogrammazione di 13 codoni di senso in 42 geni essenziali.
Un cambiamento ancora più radicale nel codice genetico è il cambiamento di un codone tripletta ad un codone quaterna, o persino cinquina, sperimentato da Sisido in sistemi cell-free e da Schultz nei batteri. Infine, coppie di basi non naturali possono essere utilizzate per introdurre nuovi amminoacidi nelle proteine.

### Evoluzione diretta
L'obiettivo di sostituire DNA con XNA può essere raggiunto anche attraverso un altro percorso, cioè ingegnerizzando l'ambiente invece dei moduli genetici. Questo approccio è stato dimostrato con successo da Marliere e Mutzel con la produzione di un ceppo di E. coli il cui DNA è composto dai nucleotidi standard A, C e G ma che al posto della timina ha il suo analogo sintetico 5–clorouracile in posizioni corrispondenti della sequenza. Queste cellule, quindi, dipendono da una supplementazione esterna di 5-clorouracile per la crescita, ma per il resto appaiono e si comportano come normali cellule di E. coli. Questo approccio pone così due firewalls in ogni interazione con altri batteri, poiché il ceppo è auxotrofico per una sostanza chimica non naturale e contiene una forma di DNA che non può essere decifrata da altri organismi.

## Biosicurezza
Sistemi xenobiologici sono progettati per trasmettere ortogonalità a sistemi biologici naturali. Un organismo (ancora ipotetico) che utilizza XNA, paia di basi e polimerasi differenti ed ha un codice genetico alterato difficilmente sarà in grado di interagire con le forme naturali della vita a livello genetico. In tal modo, questi organismi xenobiologici rappresentano un'enclave genetica che non può scambiare informazioni con le cellule naturali. La modifica del macchinario genetico della cellula porta ad un contenimento semantico. In analogia con l ´elaborazione delle informazioni in IT, questo concetto di sicurezza è definito "firewall genetico". Il concetto di firewall genetico sembra superare una serie di limitazioni dei sistemi di sicurezza precedenti. Una prima evidenza sperimentale del concetto teorico del firewall genetico è stata ottenuta nel 2013 con la costruzione di un organismo genomicamente ricodificato (GRO). In questo GRO tutti i codoni di stop UAG conosciuti in E.coli sono stati sostituiti da codoni UAA; ciò ha permesso la soppressione del fattore di rilascio 1 e la riassegnazione della funzione di traduzione del codone UAG. Il GRO ha esibito una maggiore resistenza al batteriofago T7, dimostrando quindi che codici genetici alternativi riducono la compatibilità genetica. Questo GRO, tuttavia, è ancora molto simile al suo naturale "padre" e non può essere considerato come un firewall genetico. La possibilità di riassegnare la funzione di un gran numero di triplette apre la prospettiva di avere ceppi che combinano XNA, coppie di basi nuove, nuovi codici genetici ecc. che non possono scambiare informazioni con il mondo biologico naturale. Mentre un firewall genetico potrebbe implementare meccanismi di contenimento semantico in nuovi organismi, i sistemi biochimici sintetici devono ancora essere valutati per la presenza di nuove tossine e xenobiotici.

## Governance e aspetti normativi
La Xenobiologia potrebbe mettere alla prova il quadro normativo, poiché le leggi e le direttive attuali hanno a che fare con organismi geneticamente modificati e non menzionano direttamente organismi chimicamente o genomicamente modificati. Tenendo conto del fatto che organismi autenticamente xenobiologici non sono attesi nei prossimi anni, i responsabili politici hanno un po' di tempo a disposizione per prepararsi per una sfida di governo imminente. Dal 2012 consiglieri politici negli Stati Uniti, quattro Comitati Nazionali sulla Biosicurezza in Europa, e l'Organizzazione europea di biologia molecolare hanno considerato il tema come un emergente problema di governance.

## Superclassificazione
| Mundus      | Biota / Vitae / Eobiontes      | Biota / Vitae / Eobiontes      | Biota / Vitae / Eobiontes      | Biota / Vitae / Eobiontes      | Biota / Vitae / Eobiontes      | Biota / Vitae / Eobiontes      | Biota / Vitae / Eobiontes      | Biota / Vitae / Eobiontes      | Biota / Vitae / Eobiontes      | Biota / Vitae / Eobiontes      | Biota / Vitae / Eobiontes      | Biota / Vitae / Eobiontes | Abiotic / Mineralia |
| Arborea     | Terroa / Terrabiota / Geobiota | Terroa / Terrabiota / Geobiota | Terroa / Terrabiota / Geobiota | Terroa / Terrabiota / Geobiota | Terroa / Terrabiota / Geobiota | Terroa / Terrabiota / Geobiota | Terroa / Terrabiota / Geobiota | Terroa / Terrabiota / Geobiota | Terroa / Terrabiota / Geobiota | Terroa / Terrabiota / Geobiota | Terroa / Terrabiota / Geobiota | (Eso-Terroan / Exobiota?) |                     |
| Superimpero | Ribosa                         | Ribosa                         | Ribosa                         | Ribosa                         | Ribosa                         | Ribosa                         | Ribosa                         | Ribosa                         | Ribosa                         | Aribosa                        | Aribosa                        |                           |                     |
| Impero      | Cytota                         | Cytota                         | Cytota                         | Cytota                         | Acytota / Aphanobionta         | Acytota / Aphanobionta         | Acytota / Aphanobionta         | Acytota / Aphanobionta         | Acytota / Aphanobionta         | Xenobiota                      | Prioni                         |                           |                     |
| Dominio     | Eukaryota                      | Eukaryota                      | Prokaryota                     | Prokaryota                     | Virii                          | Virii                          | Virii                          | Phagia                         | Phagia                         |                                |                                |                           |                     |
| ----------- | ------------------------------ | ------------------------------ | ------------------------------ | ------------------------------ | ------------------------------ | ------------------------------ | ------------------------------ | ------------------------------ | ------------------------------ | ------------------------------ | ------------------------------ | ------------------------- | ------------------- |

Legenda:
- Mineralia / Abiotic[48] - fattori non viventi[49] (materia ambientale dell'ecosistema[50])
- Biota / Vitae / Eobiontes[51][52] - fattori viventi (sistemi in uno stato energetico di disequilibrio stazionario in grado di dirigere una serie di reazioni chimiche[53])
  - (Arborea: Exobiota)[54] - eventuale vita extraterrestre[55];
  - Arborea: Terroa / Terrabiota / Geobiota[56] - vita terrestre[57];
    - Aribosa[58] -Organismi biologici non contenenti RNA o DNA, o molecole proteiche capaci di riproduzione[59];
      - Xenoribosa / Xenobiota
      - Prioni;

    - Ribosa[60][61] - viventi basati su RNA o DNA;
      - Acytota / Aphanobionta[62][63] - vita non cellulare[64][65];
        - Virus;
        - Phage

      - Cytota[66] - vita cellulare;
        - Eukaryota;
        - Prokaryota.